# Легенда (песня)
«Легенда» — песня советской рок-группы «Кино», вошедшая в альбом «Группа крови» в 1988 году. Песня была написана не позднее 1987 года.

## Исполнение
Песня исполнялась в акустическом варианте ближе к концу выступления группы. Строка «смерть стоит того, чтобы жить, любовь стоит того, чтобы ждать» была в итоге высечена на памятнике Виктору Цою, установленном на месте его гибели.

«Легенду» играли всё время... Причём маленький технический трюк. «Легенда» была где-то не в середине концерта, а ближе к концу. И к тому времени у Виктора оставалось где-то четыре струны на гитаре. Поэтому он брал мою гитару и под неё пел «Легенду» в сопровождении Гурьянова. А мы с Игорем Тихомировым за кулисами экстренно меняли струны, ставили новые.
— Юрий Каспарян

## Участники записи
- Виктор Цой — вокал, гитара
- Георгий Гурьянов — ударные
- Андрей Сигле — клавишные
- Алексей Вишня — сведение